# Coriovallum

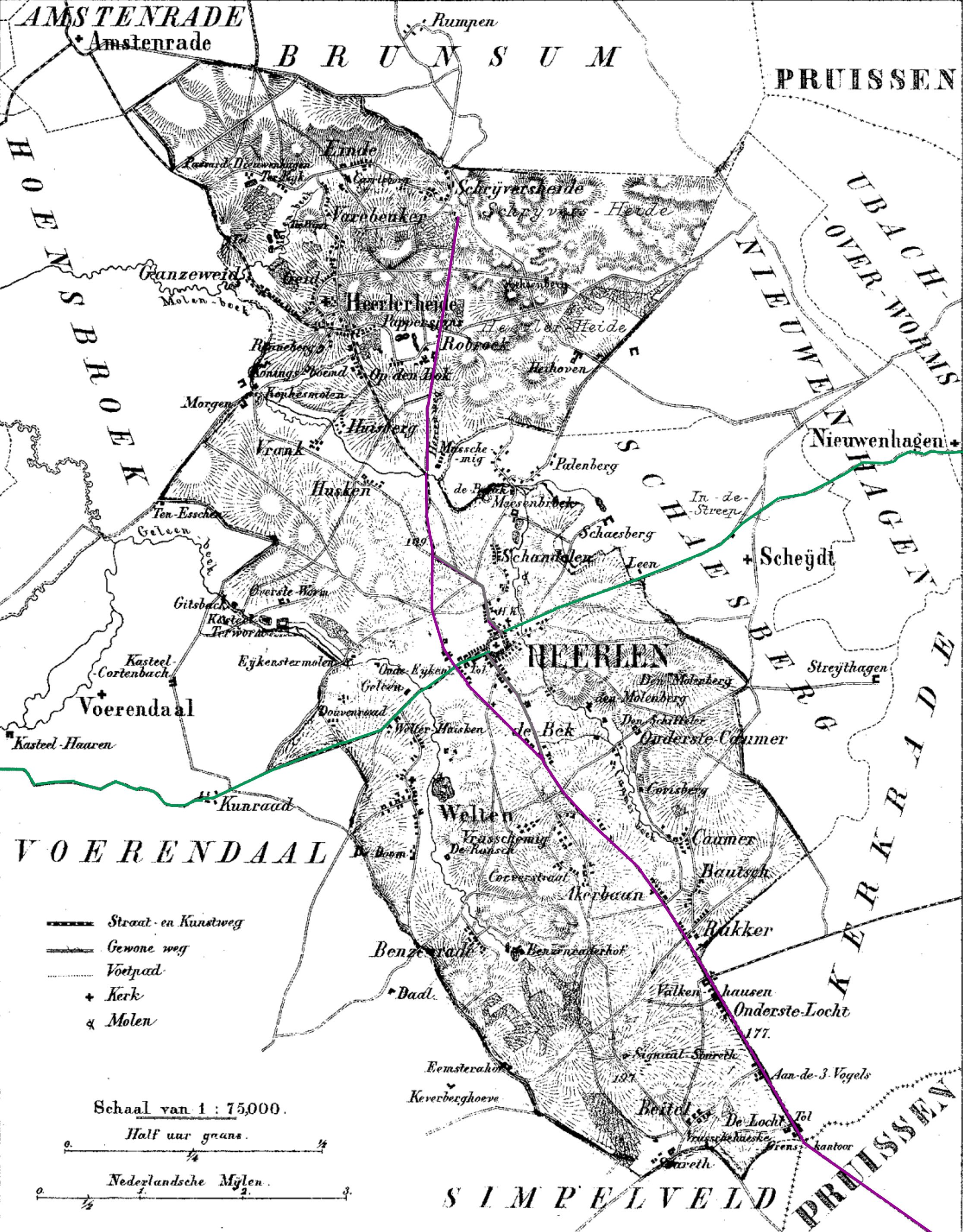
Ligging Coriovallum op het kruispunt van de Via Belgica (groen) en de Via Treverorum (paars)

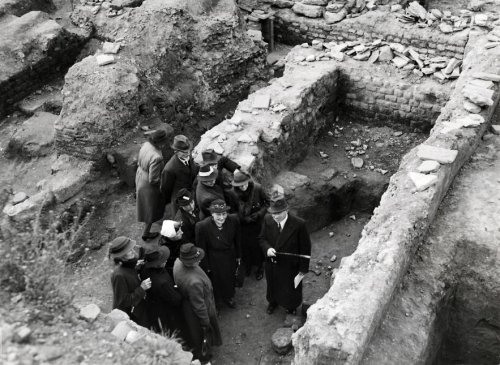
Opgraving thermen, 1940

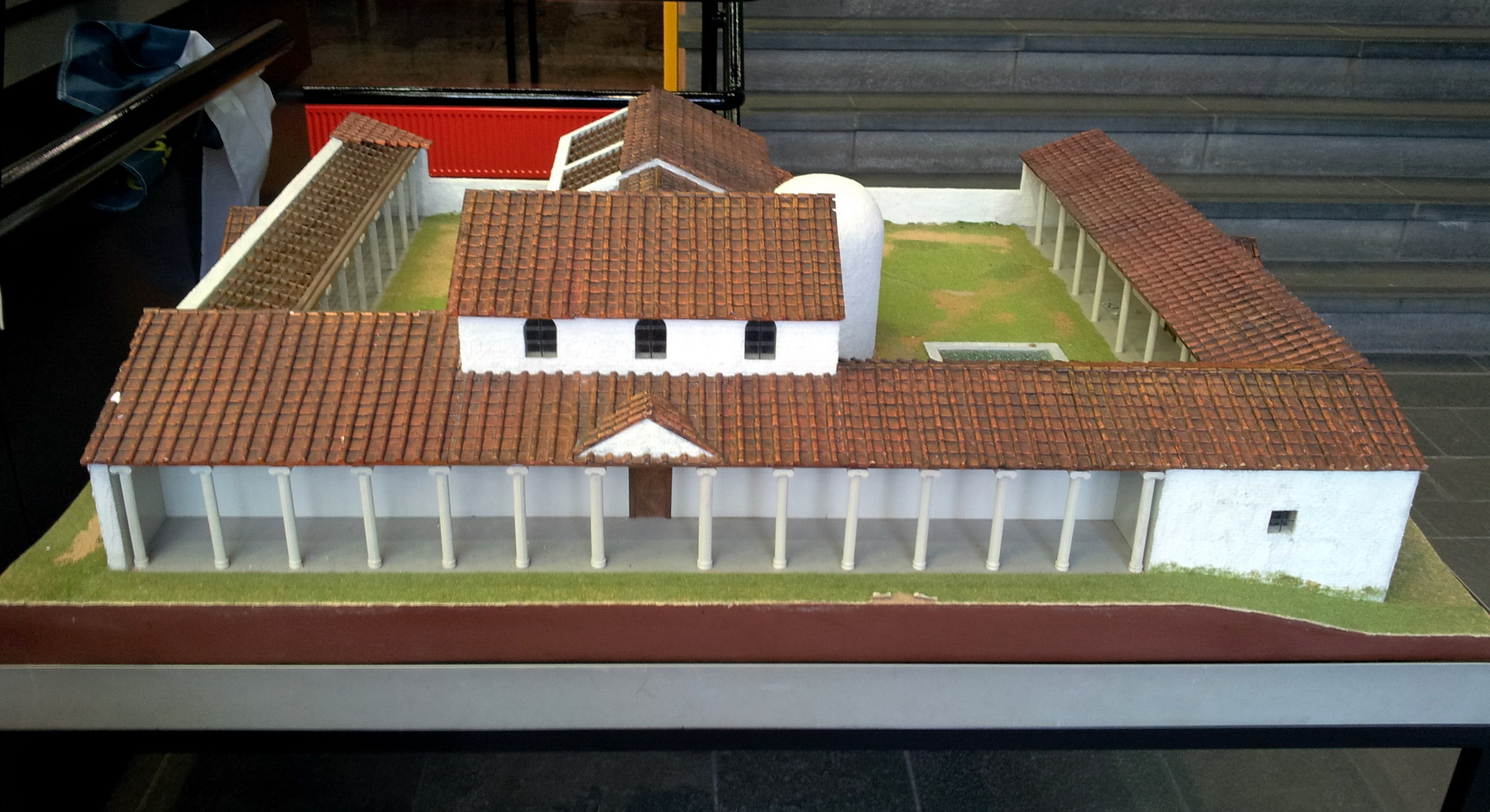
Maquette van het badhuis van Coriovallum in het Thermenmuseum

Coriovallum was tussen het begin van de christelijke jaartelling en ca. 400 na Christus een Romeinse nederzetting op de plaats waar de stad Heerlen ligt. De plaats was gelegen in de Romeinse provincie Germania Inferior, op het kruispunt van twee belangrijke heirbanen, die van Boulogne-sur-Mer naar Keulen en die van Xanten naar Trier.

## Naamgeving en lokalisering
Over de etymologie van de Romeinse naam Coriovallum bestaat geen overeenstemming. De uitgang vallum duidt op een gunstig gelegen versterking of legerplaats. Een andere mogelijkheid is dat vallum is afgeleid van het Latijnse woord vallis, dat 'dal' betekent. Corium betekent 'huid' in het Latijn en zou kunnen wijzen op een marktplaats die bekend stond vanwege de handel in huiden of leer, of een plaats met leerlooierijen. Volgens sommige etymologen zou de naam verkeerd gespeld zijn en is de correcte naam Cortovallum, zoals ook vermeld op de Tabula Peutingeriana (Peutingerkaart). Het zou dan 'versterkte hof' kunnen betekenen en zou in dat geval verwant zijn met Cortoriacum, de Latijnse naam van Kortrijk.
Lange tijd was onduidelijk waar het op de Peutingerkaart vermelde Coriovallum gelokaliseerd moest worden. Begin 19e eeuw was Martin Cudell (1773-1845), die gezien kan worden als Limburgs eerste archeoloog, nog van mening dat de plaats gezocht moest worden in het Ravensbosch. Sinds 1876 staat vast dat Heerlen de juiste locatie is, door de publicatie van het artikel Recherches sur la situation de la station romaine Coriovallum door de priester-archeoloog Jos Habets (1829-1893).

## Betekenis nederzetting
Het traditionele beeld van Romeins Heerlen was dat van een wegdorp dat in de loop van de tweede eeuw zijn grootste omvang bereikte. Volgens de archeologe en conservator van het Thermenmuseum Karin Jeneson, was de nederzetting echter veel groter dan tot voor kort werd aangenomen. Qua afmetingen en dichtheid zou Coriovallum een stad zijn geweest die aanzienlijk groter was dan bijvoorbeeld Romeins Maastricht (Mosa Trajectum) of Aken (Aquis Granum), eerder vergelijkbaar met Xanten (Colonia Ulpia Traiana) of Tongeren (Atuatuca Tungrorum) en slechts weinig kleiner dan Romeins Keulen (Colonia Claudia Ara Agrippinensium). Mogelijk is de colonia in de 3e eeuw, na de invallen van Franken, verkleind tot een vesting.

## Archeologische opgravingen
Hoewel de naamgeving van de nederzetting in de eerste plaats wijst op een militaire versterking of wachtpost, geven de tot nu toe gedane vondsten een ander beeld. Deze duiden veeleer op een dorp of stad met een burgerlijk karakter. In het huidige Heerlen zijn in kelders van huizen en op andere terreinen diverse sporen van Romeinse woonhuizen gevonden, waarvan enkele met wandschilderingen en verwarming. Zo werden in 2008 de restanten van een groot stadshuis (domus) gevonden. In de omgeving van Heerlen zijn diverse villae aangetroffen. Ook zijn meer dan veertig pottenbakkersovens opgegraven. De Heerlense Uilestraat dankt zijn naam aan deze vondsten (ölles = potjes). Zeer belangwekkend was de vondst in 1940 van een groot badcomplex van omstreeks het jaar 100 na Christus, het grootste Romeinse bouwwerk in Nederland. Alleen al op het thermenterrein zijn meer dan tienduizend archeologische vondsten gedaan, waaronder bouwfragmenten, glas, aardewerk, munten en sieraden. Vlak bij het badcomplex zijn restanten van verdedigingsgrachten gevonden. Elders in Heerlen zijn grafmonumenten en godenpijlers aangetroffen.

## Zichtbare restanten

### Bouwfragmenten
Het opgegraven badhuis van Coriovallum, het grootste archeologische monument uit de Romeinse periode in Nederland, is sinds 1977 te bewonderen in het Thermenmuseum, waar ook een groot aantal fragmenten van andere gebouwen uit Romeins Heerlen en omgeving zijn te zien.

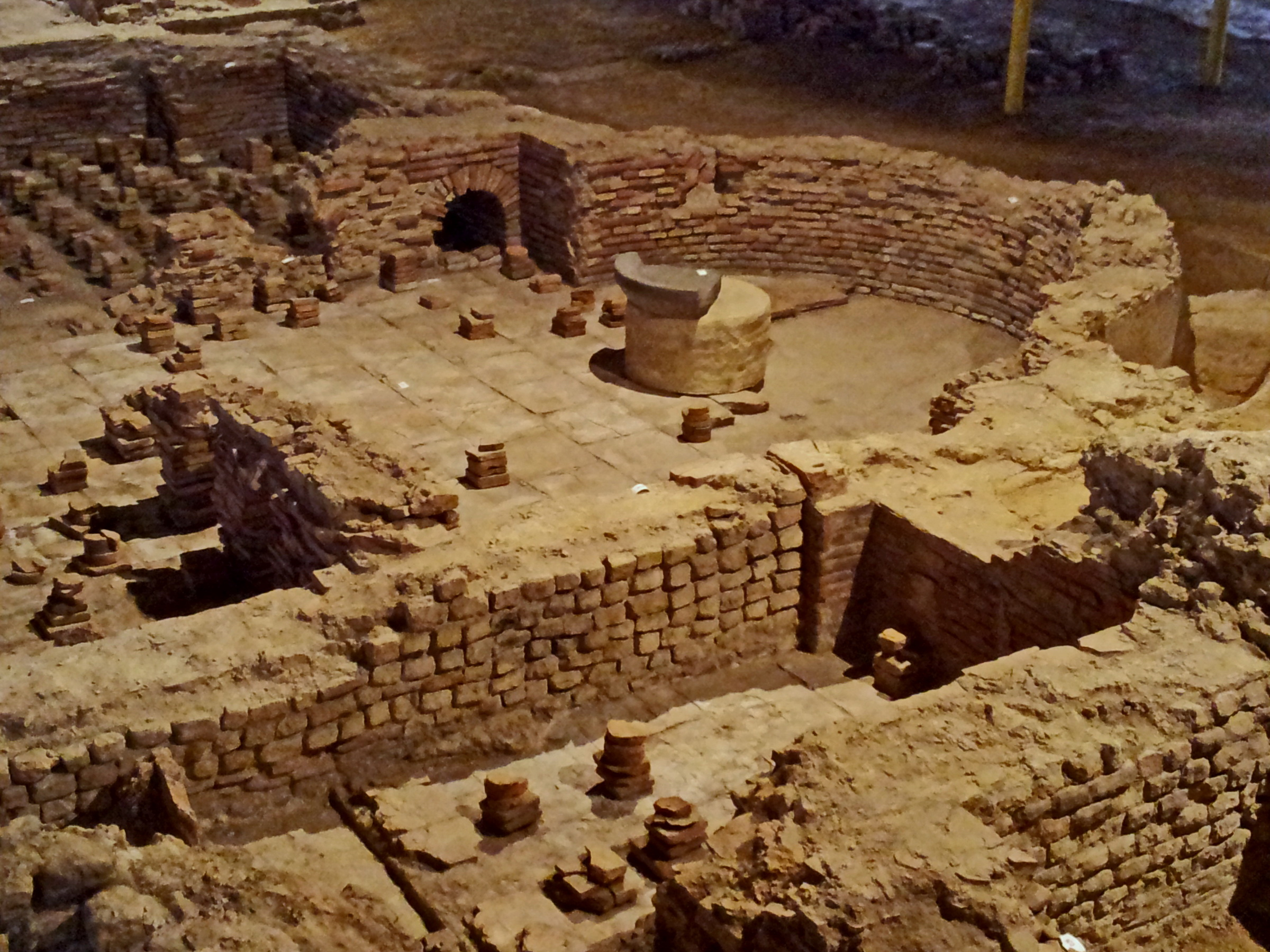
Thermencomplex
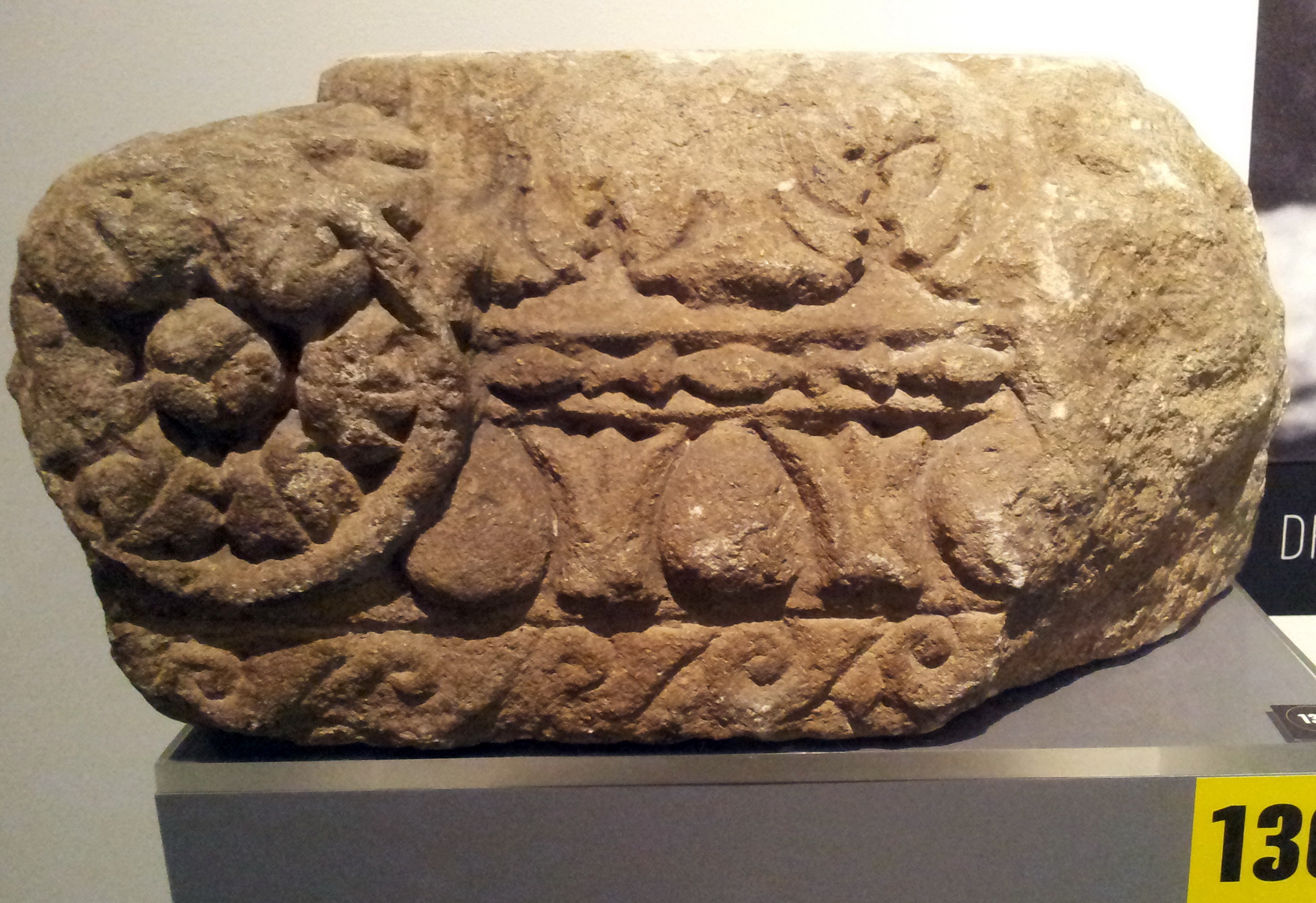
Versierd kapiteel
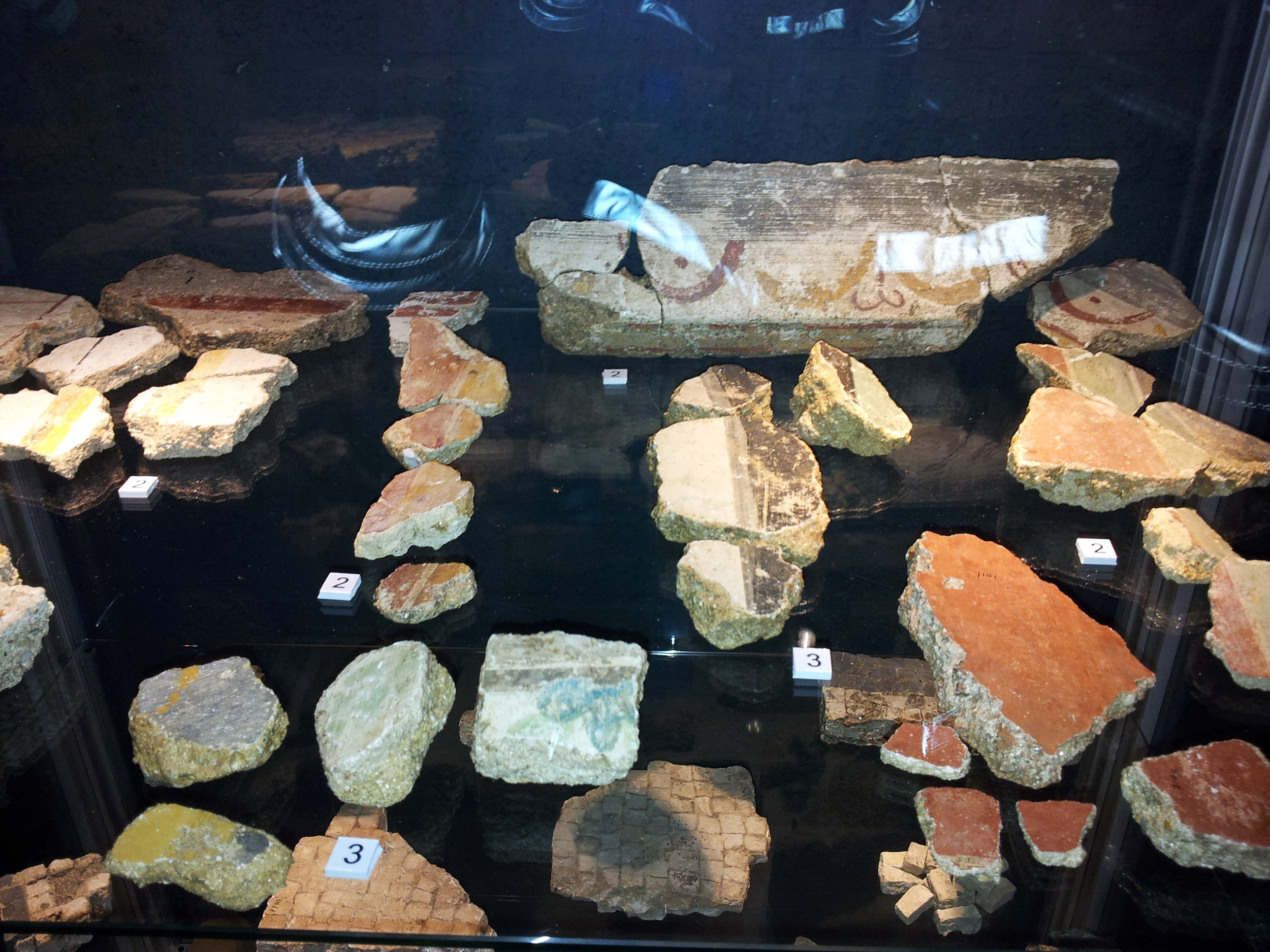
Muurfragmenten
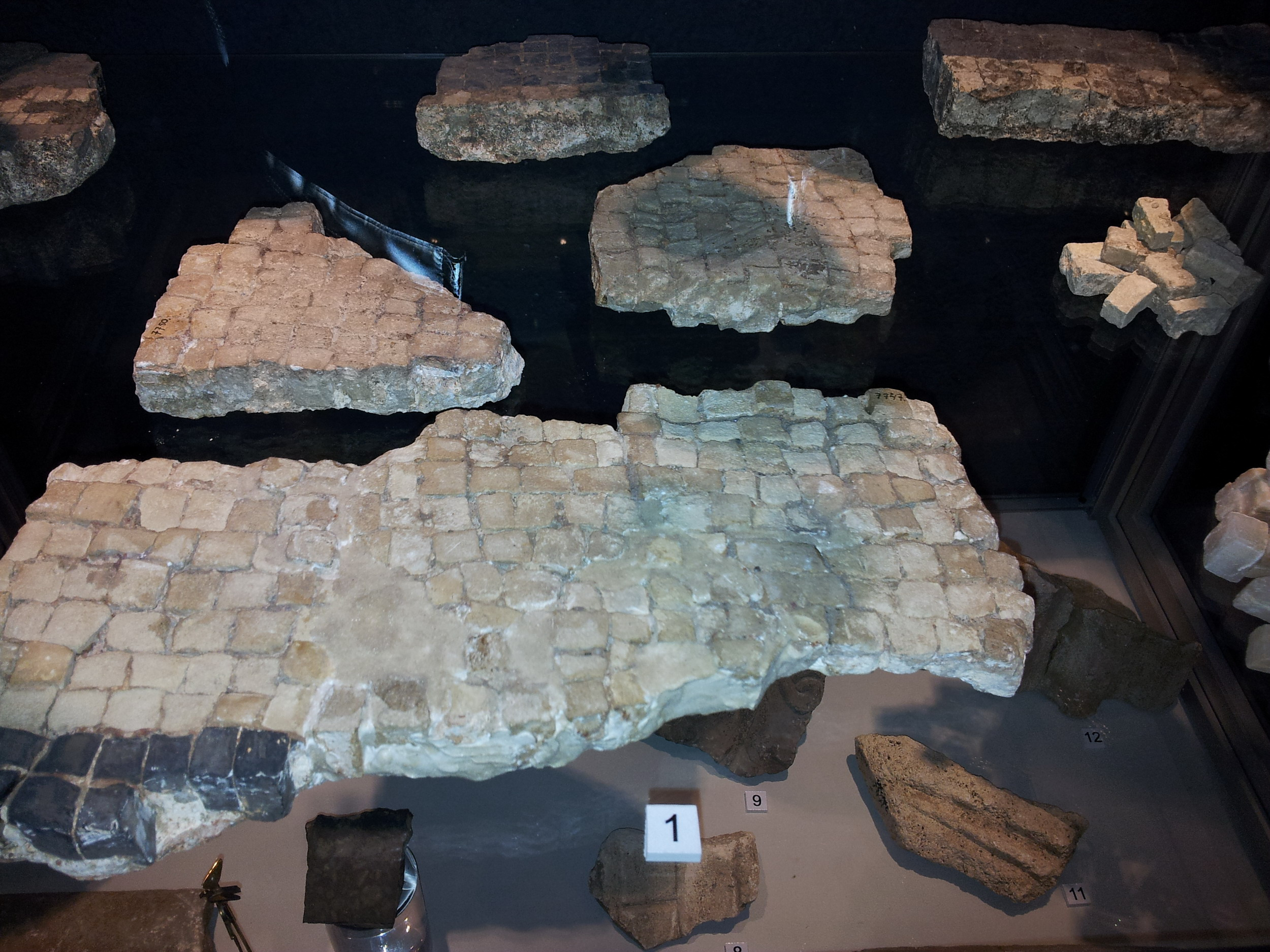
Vloerfragmenten

### Kunstvoorwerpen
In het Thermenmuseum zijn ook een aantal reliëfs en vrijstaande sculpturen tentoongesteld. Enkele topstukken uit Coriovallum zijn te zien in het Rijksmuseum van Oudheden te Leiden.

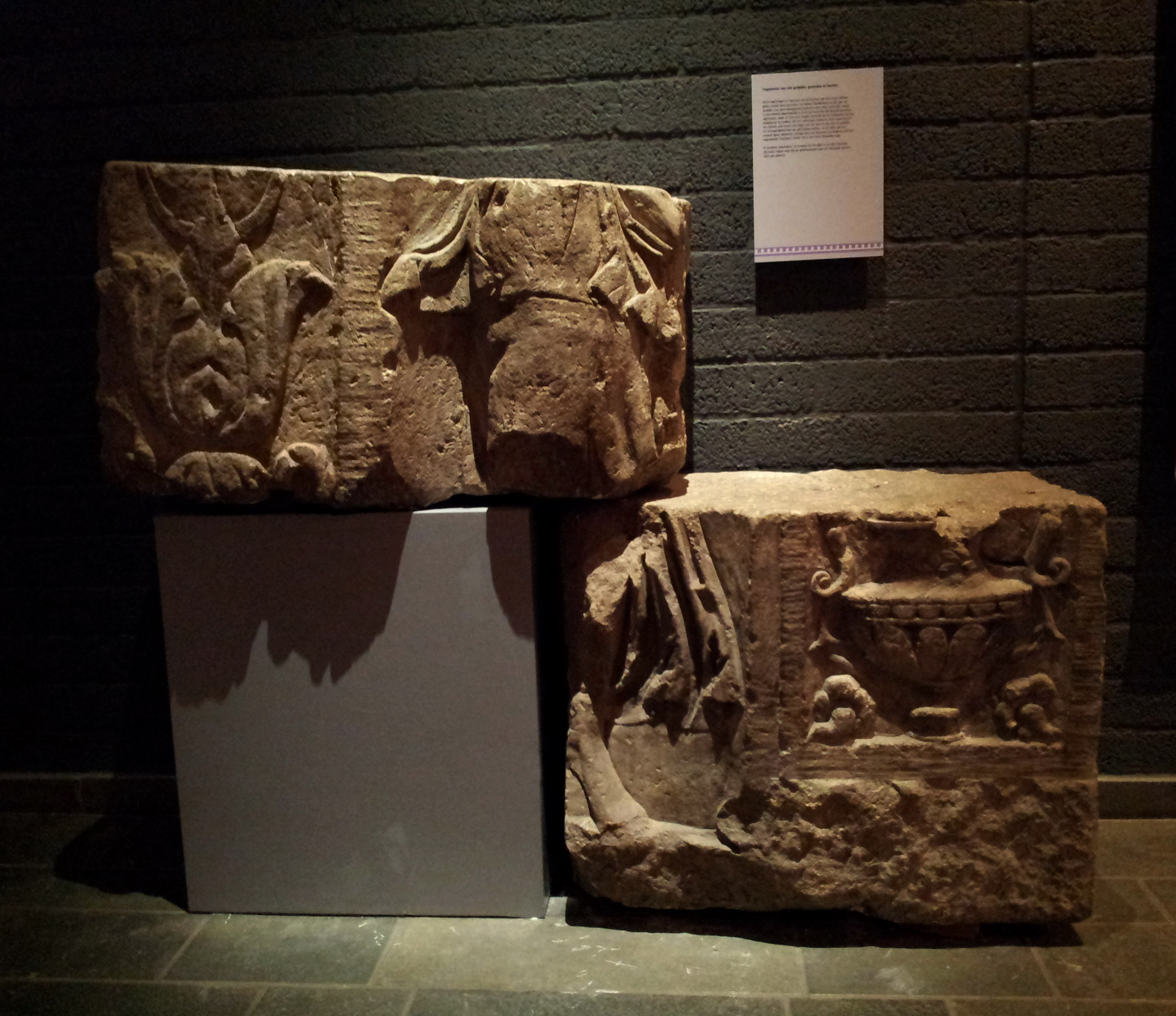
Grafstenen
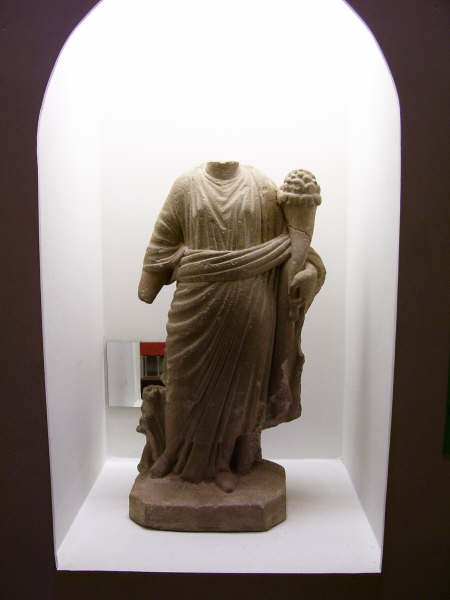
Beeld Fortuna
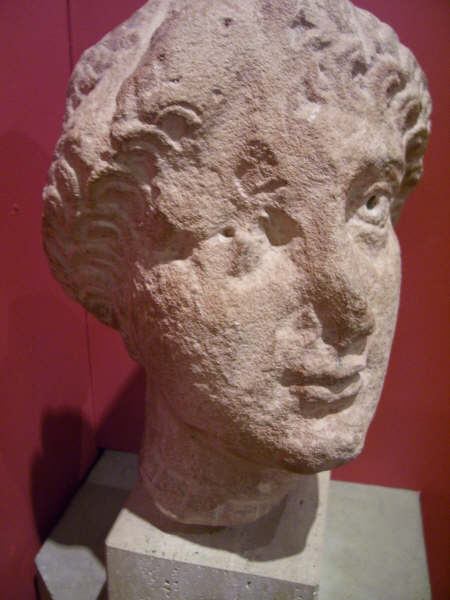
Gebeeldhouwd kopje
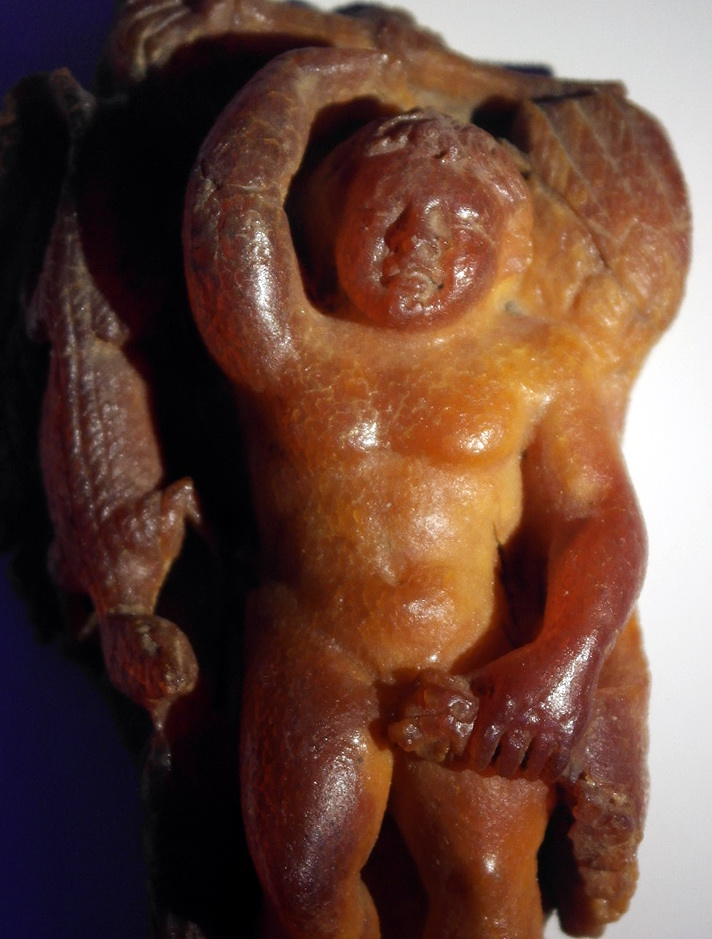
Slapende Amor (RMO, Leiden)

### Openbare ruimte
Op diverse plaatsen in de openbare ruimte van Heerlen is het Romeinse verleden van de stad zichtbaar gemaakt. Een reconstructie van het badhuiscomplex is te vinden in het themapark Archeon in Alphen aan den Rijn.

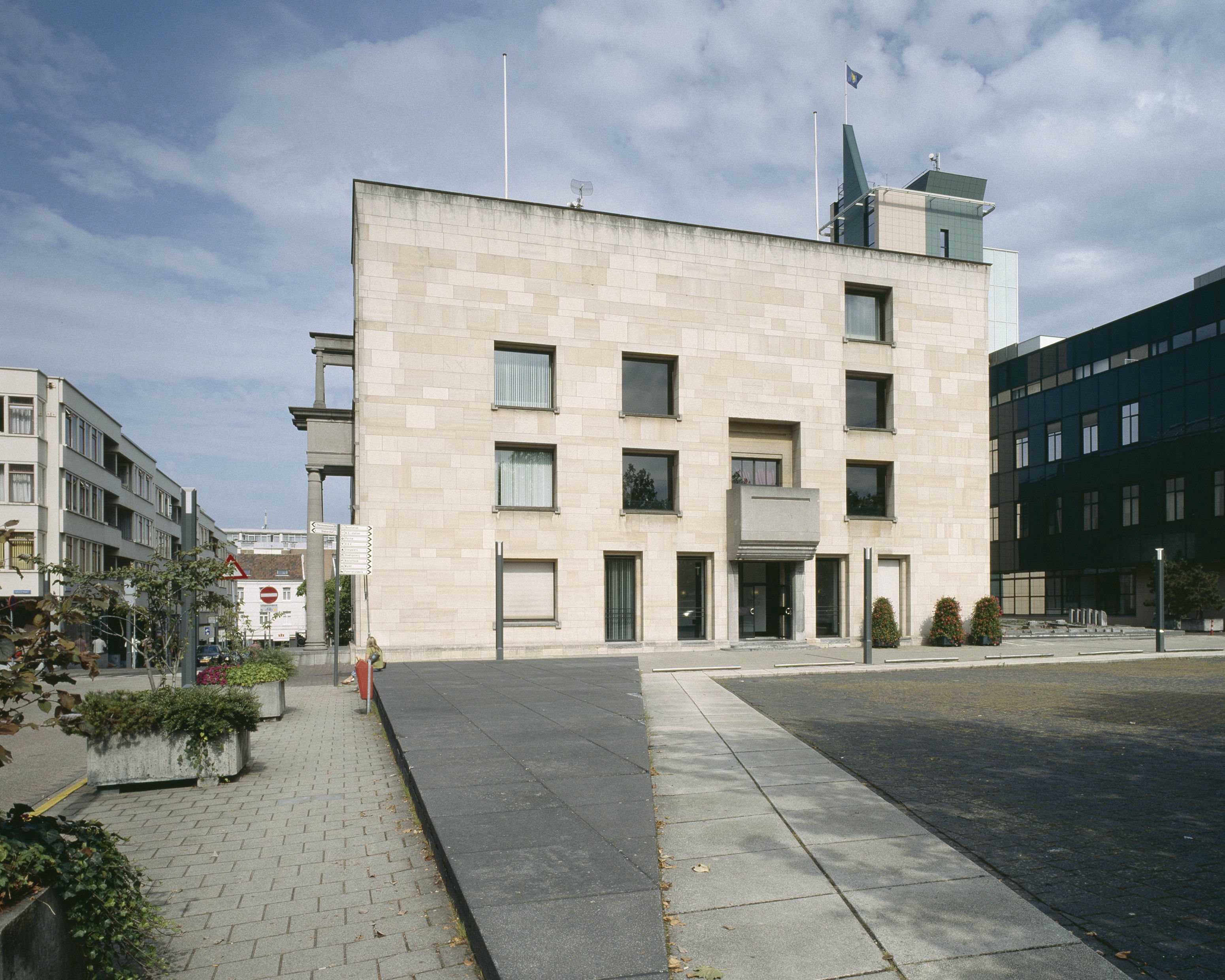
Raadhuisplein met markering opgravingen
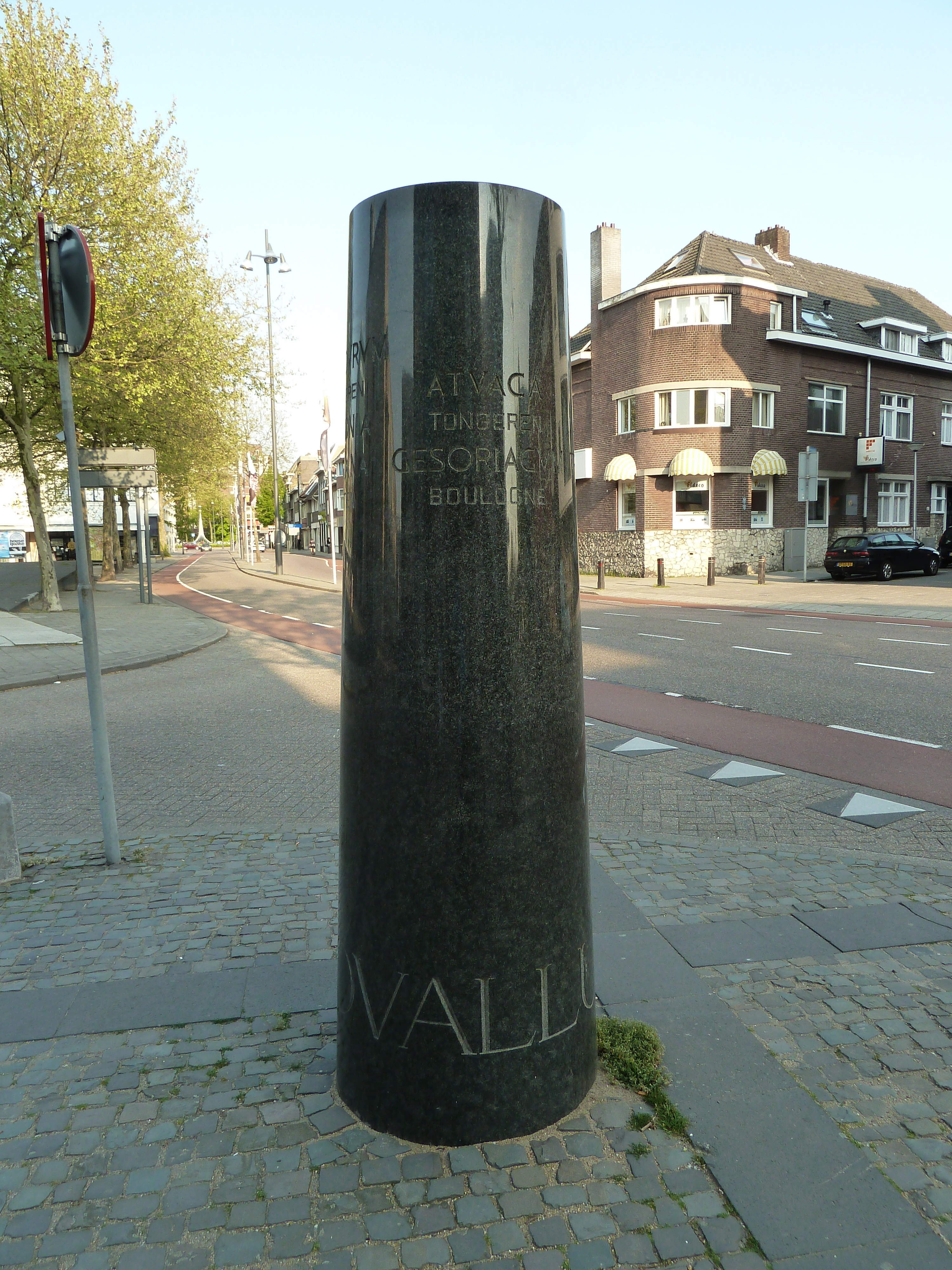
Moderne mijlpaal bij kruising heerbanen
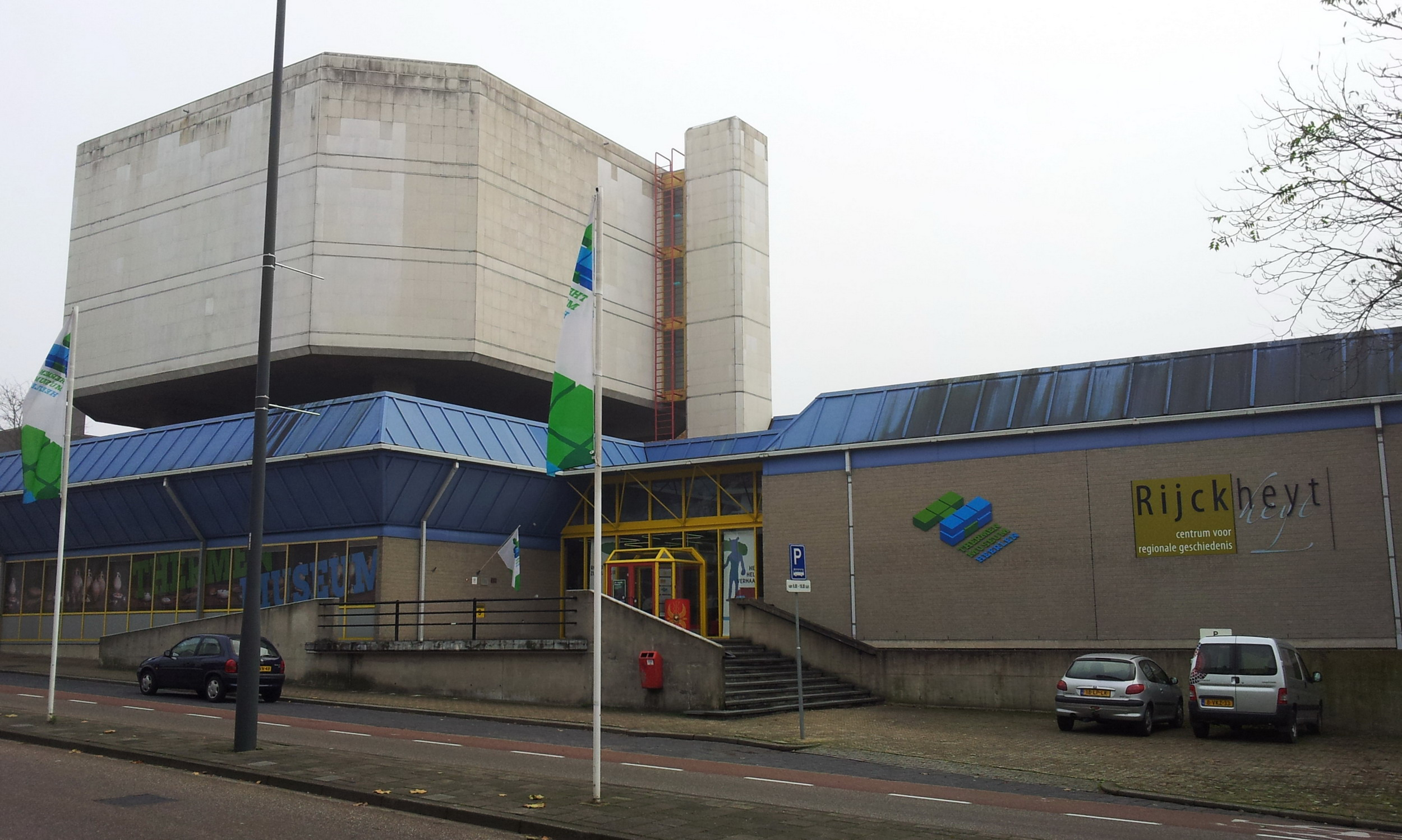
Thermenmuseum
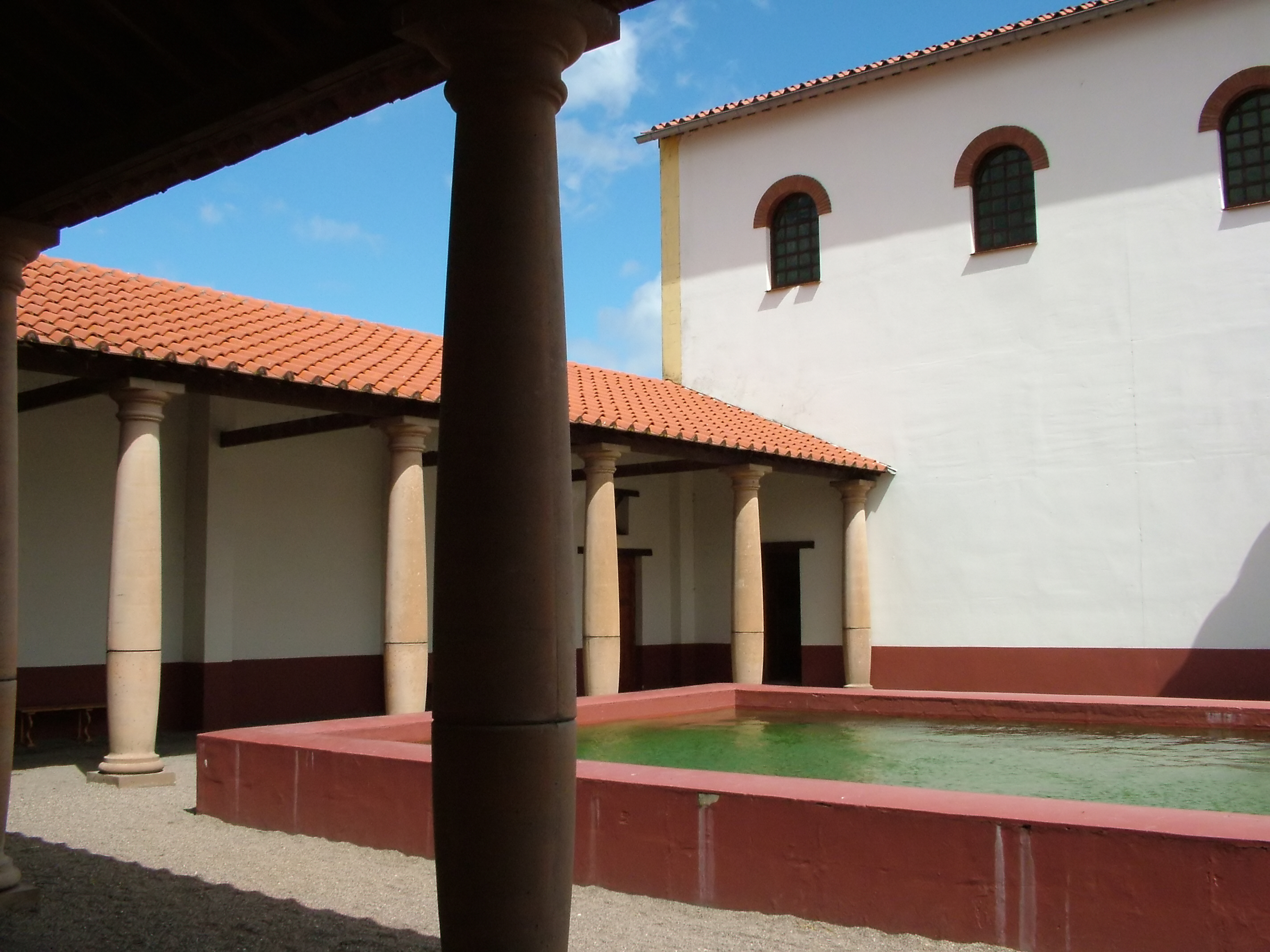
Replica Heerlens badhuis in Archeon

## Trivia
- Het in 1998 geopende winkelcentrum het Corio Center in het centrum van Heerlen is naar de vroegere nederzetting vernoemd.